# کریستی برنکلی
کریستی برنکلی (انگلیسی: Christie Brinkley؛ زادهٔ ۲ فوریهٔ ۱۹۵۴) یک هنرپیشه و مانکن اهل ایالات متحده آمریکا است. وی از سال ۱۹۷۳ میلادی تاکنون مشغول فعالیت بوده‌است.
او در فیلم تعطیلات نشنال لمپون بازی کرده است.